# Новоселение
Новоселенье (бел. Новасяленне) — деревня в Червенском районе Минской области. Входит в состав Червенского сельсовета.

## Географическое положение
Находится примерно в 22 километрах юго-восточнее райцентра, в 84 км от Минска, в 20 км от железнодорожной станции Гродзянка линии Гродзянка—Верейцы, вблизи реки Болочанка.

## История
Населённый пункт известен с XVIII века. На 1701 год деревня Новое Село в составе Минского воеводства ВКЛ, насчитывавшая 4 двора и принадлежавшая Виленской капитуле. В результате || раздела Речи Посполитой 1793 года вошла в состав Российской империи. На 1799 год деревня Новосёлы в составе Игуменского уезда Минской губернии, где было 15 дворов, проживали 143 человека, рядом располагалось имение Шевича. На 1858 год деревня относилась к принадлежавшему Шевичам имению Ивановск, тогда здесь было 7 дворов. Согласно переписи населения Российской Империи 1897 года урочище Новое Селенье в Пуховичской волости, где было 2 двора, проживали 12 человек. На 1917 год упоминается как деревня в составе Хуторской волости, здесь было 26 дворов и 196 жителей. 24 августа 1924 года она вошла в состав вновь образованного Гребенецкого сельсовета Червенского района Минского округа (с 20 февраля 1938 — Минской области). Согласно переписи населения СССР 1926 года насчитывалось 11 дворов, проживали 56 человек. Во время Великой Отечественной войны деревня была оккупирована немецко-фашистскими захватчиками в начале июля 1941 года, 5 её жителей не вернулись с фронта. Освобождена в начале июля 1944 года. На 1960 год здесь насчитывалось 67 жителей. На 1980-е годы деревня входила в состав совхоза «Гребенецкий». На 1997 год здесь насчитывалось 12 домов, 23 жителя. 30 октября 2009 года в связи с упразднением Гребенецкого сельсовета передана в Червенский сельсовет. На 2013 год 4 жилых дома, 19 жителей.

## Население
- 1701 — 4 двора
- 1799 — 15 дворов, 143 жителя
- 1858 — 7 дворов
- 1897 — 2 двора, 12 жителей
- 1917 — 26 дворов, 196 жителей
- 1926 — 11 дворов, 56 жителей
- 1960 — 67 жителей
- 1997 — 12 дворов, 23 жителя
- 2013 — 4 двора, 19 жителей